# Cọ mai nháp lá nhỏ
Cọ mai nháp lá nhỏ hay còn gọi chông (danh pháp hai phần: Colona poilanei) là loài thực vật có hoa thuộc họ Cẩm quỳ (Malvaceae). Đây là loài đặc hữu của Việt Nam, phân bố ở các tỉnh Lai Châu, Sơn La, Vĩnh Phúc, Hòa Bình, Ninh Bình và Thanh Hóa. Tại Khu bảo tồn thiên nhiên Xuân Liên (Thanh Hóa), loài cây này là một trong bốn loài thực vật đặc hữu của Việt Nam theo điều tra năm 1998.
Cọ mai nháp lá nhỏ là cây thân gỗ nhỏ, cao 10 - 15m, đường kính thân 0,2 - 0,3m. Hoa màu da cam, gốc mang tuyến mật. Cây ưa sáng, mọc rải rác ở ven suối và trong bìa rừng hay trong rừng thứ sinh.
Cây lấy gỗ, vỏ cây cho sợi làm giấy, để đan lát, bện dây. Cũng có thể trồng làm cây chủ thả cánh kiến đỏ. Đã được đưa vào sách đỏ Việt Nam.